# Kaspi

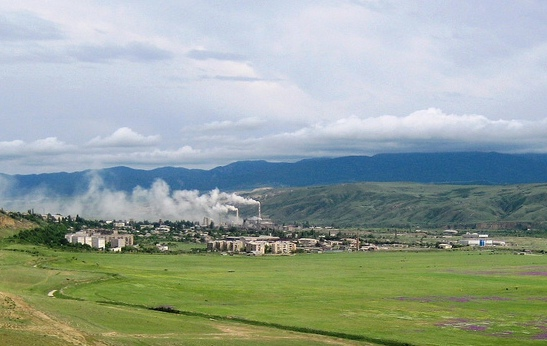
Gesamtansicht von Kaspi

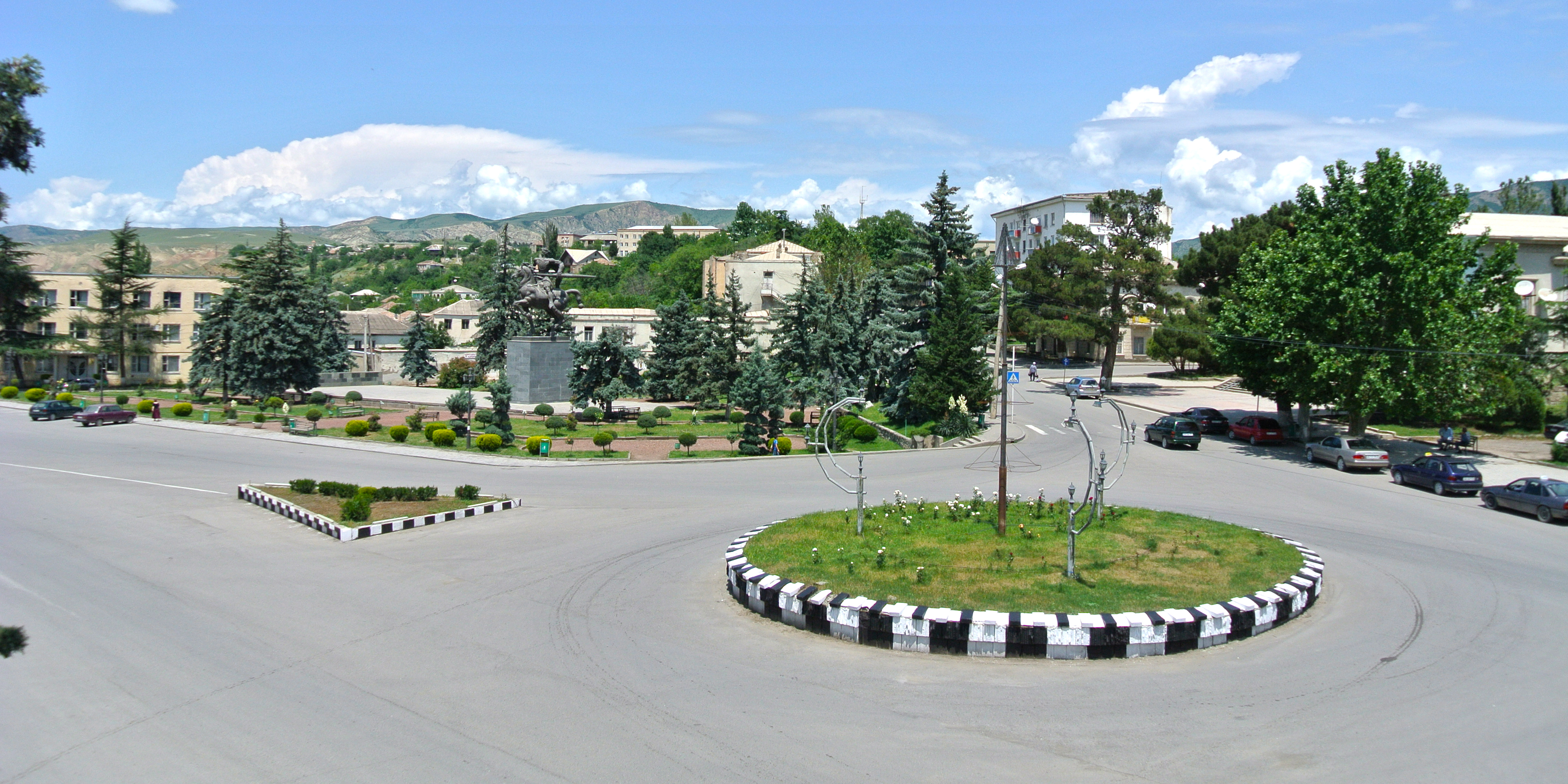
Stadtzentrum

Kaspi (georgisch კასპი, kʼɑspʼɪ) ist eine Stadt in Georgien.

## Geografie
Sie liegt in der Region Innerkartlien und ist Kreisstadt der gleichnamigen Munizipalität. Kaspi liegt 48 km nordwestlich der Hauptstadt Tiflis zu beiden Seiten des Flusses Lechura.

## Geschichte
Archäologische Ausgrabungen wiesen nach, dass das Stadtgebiet schon seit der Steinzeit besiedelt war. In der Bronzezeit war Kaspi ein bedeutender Ort im damaligen Georgien. Wie der georgische Historiker Leonti Mroweli (9. Jahrhundert) schrieb, sei die Stadt Kaspi von dem Georgier Uplos gegründet worden. In den historischen georgischen Quellen wird Kaspi neben anderen antiken georgischen Städten, wie Sarkine, Urbnisi und Odsrche genannt.
Mit der Eröffnung des entsprechenden Abschnitts der Bahnstrecke Poti–Baku erhielt Kaspi 1872 einen Bahnhof.
Der Status einer Stadt bekam Kaspi im Jahre 1959.